# 阿菲约
阿菲约（法語：Affieux，法語發音：[afjø]）是法国科雷兹省的一个市镇，属于蒂勒区。

## 地理
阿菲约（45°31'3"N, 1°46'1"E）面积30.19 平方千米，位于法国新阿基坦大区科雷兹省，该省份为法国中南部省份，北起上维埃纳省和克勒兹省，西接多爾多涅省，南至洛特省，东临多姆山省和康塔爾省。
与阿菲约接壤的市镇（或旧市镇、城区）包括：勒隆扎克、马德朗日、佩里萨克、苏代讷-拉维纳迪耶尔、特雷尼亚克、韦镇。

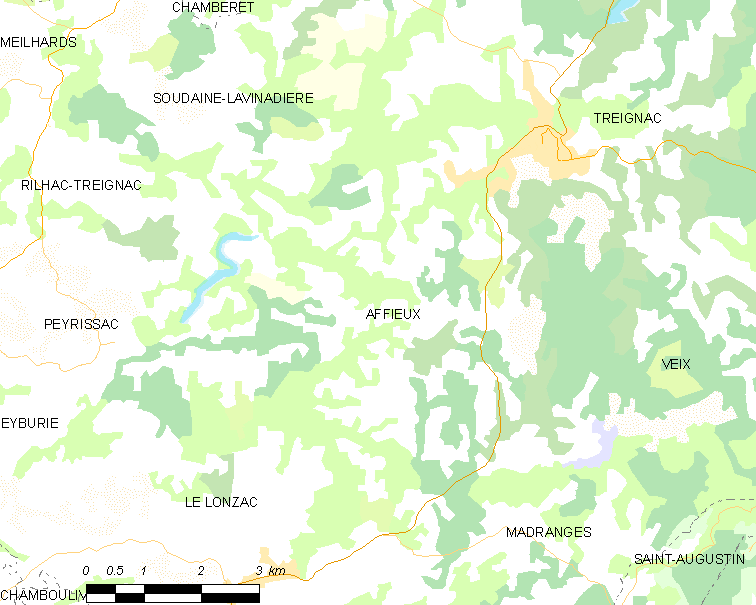
阿菲约的OSM定位图

阿菲约的时区为UTC+01:00、UTC+02:00（夏令时）。

## 行政
阿菲约的邮政编码为19260，INSEE市镇编码为19001。

## 政治
阿菲约所属的省级选区为塞亚克-莫内迪耶尔县。

## 人口

1962-2008年间阿菲约人口变化图示

阿菲约于2022年1月1日时的人口数量为376人。